# NuFW
NuFW是GPL插件，专为Netfilter（Linux下的防火墙）设计，增添了权限规则过滤器。